# L'Infante Marie-Thérèse
L'infante Marie-Thérèse d'Espagne, également connue comme L'infante Marie Thérèse à quatorze ans est une toile de Diego Vélasquez conservée au Musée d'histoire de l'art de Vienne (Autriche).

## Histoire
La personne peinte est Marie-Thérèse d'Autriche (Madrid, 1638 - Versailles, 1683), infante d'Espagne et reine de France. Fille de Philippe IV d'Espagne et d'Isabelle de France, elle était la petite-fille par sa mère d'Henri IV. Elle se maria en juin 1660 avec Louis XIV, son cousin germain, tant par sa branche maternelle que paternelle.

## Description
La toile est considérée comme l'une des plus abouties du peintre, avec quelques autres peintes durant ses dix dernières années d'existence.
L'infante observe une attitude majestueuse. La figure est fortement illuminée, en contraste avec le fond obscur.
Le costume contraste avec les couleurs des rideaux.
Le foulard qu'elle porte à sa main gauche est l'un des éléments notables de l'œuvre. 
On aperçoit aussi deux pendentifs sur la robe de l'infante qui indiquent la même direction que celle pointée par le doigt Marie-Thérèse. Sa belle-mère avait donné le jour a une fille et en 1657, un fils vint, et l'infante semble marquer sa qualité d'héritière du trône d'Espagne. À cette époque l'Espagne est en guerre contre la France et la belle-mère de Marie-Thérèse n'a toujours pas donné de fils a son époux.
L'œuvre a été recoupée sur sa partie inférieure et supérieure.